# 范信達

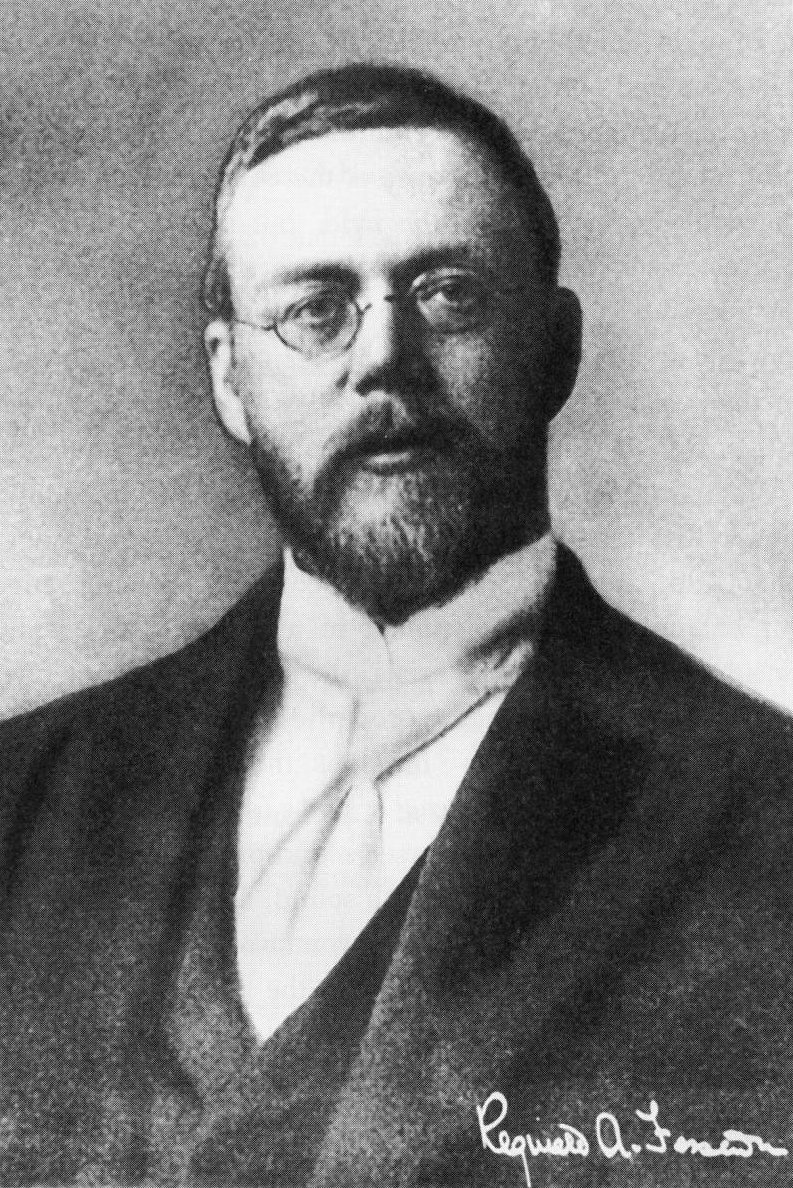
范信達

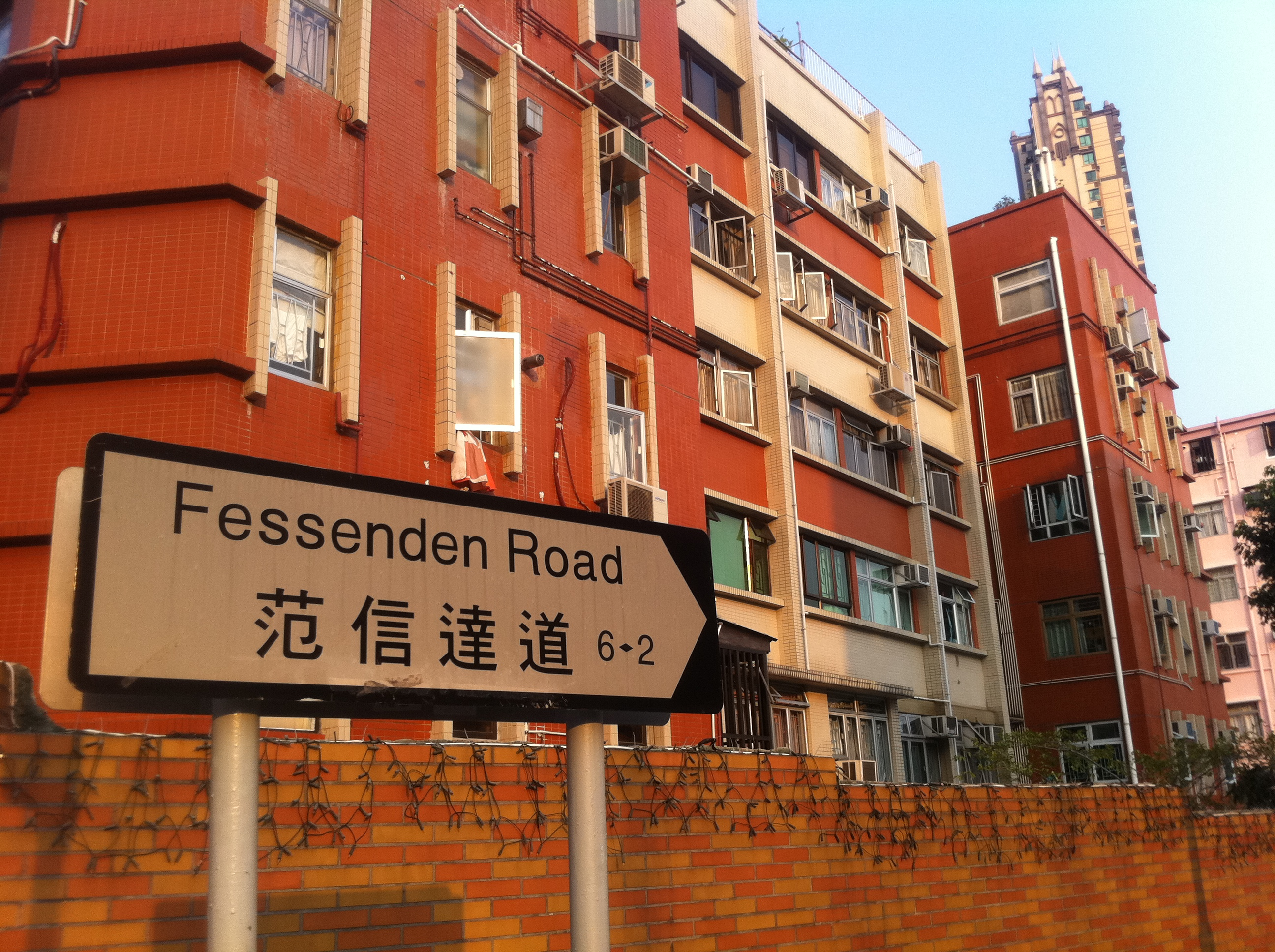
位於香港九龍塘的范信達道。

范信達（Reginald Aubrey Fessenden，1866年10月6日—1932年7月22日）是一位加拿大發明家，以發明電台廣播而著名。中国大陆通常翻译为费森登。

## 生平
生於加拿大魁北克省東博爾頓，1906年在美國麻塞諸塞州成功透過無線電播送第一套遠距離的音樂和口語的電台節目，創下了世界歷史新頁。香港范信達道以他命名。他也發明了顯微照相技術。他于14岁开始在加拿大魁北克主教学院开始教育生涯，后为成为爱迪生旗下首席化学家肄业于主教大学。并曾就任美国普渡大学教授，匹兹堡大学电子工程系创系系长。